# Palenquero nyelv
A palenquero vagy kolumbiai kreol spanyol (spanyolul: criollo palenquero) spanyol alapú kreol nyelv, amelyet Kolumbia északnyugati részén az Atlanti-óceán partján fekvő San Basilio de Palenque főjegyzőség területén mintegy háromezer fős néger lakosság beszél az egymás közti kommunikációban. A nyelvvel foglalkozó kutatók úgy vélik, hogy a palenquero eredetileg egy, a Földközi-tenger térségében beszélt kezdetleges afro-portugál keveréknyelvből származik, így talán a középkori lingua franca folytatása lehet – egy későbbi spanyol újralexikalizálódás eredményeként.

## Jellemzői

### Hangtan
A palenquero fonetikájában megfigyelhetőek – többek között – olyan sajátosságok, amelyek a spanyol nyelv déli (andalúz típusú) változataiban is mutatkoznak:
- A hangsúlytalan e~i és o~u magánhangzók ingadozása: sp. comer → kumé ’enni’, sp. vestido → vitilo ’ruházat’, sp. forastero → furatero ’külföldi’.
- Az egymás mellett álló mássalhangzók hasonulása: sp. arco → ákko ’ív’, sp. Carlos → Kállo ’Károly’.
- A szó- és szótagvégi -s hehezetté válása vagy kiesése: sp. después → dehpwé ’után’, sp. castellano → kateyáno ’kasztíliai’.
- Az r > l hanggá válik: sp. corazón → kolasó ’szív’.
- A d > r hanggá válik: sp. poder → poré ’képes’, sp. deber → rebé ’kell’.
- A -dr- > -gr- átalakulás: sp. cuadro → kwágro ’kép’.
- Egyik spanyol nyelvjárásban sem ismert, valószínűleg afrikai eredű jelenség bizonyos szó eleji mássalhangzók prenazalizálása: sp. dejar → ndejá ’hagyni’, sp. ganar → nganá ’nyerni’.

### Nyelvtan
A palenquero kreol jellege inkább morfoszintaxisában mutatkozik, mint a fonetikájában. Az alaktan a kreol nyelvekben általában megfigyelhető jellegzetességeket mutatja:
- A nyelvtani nem hiánya, bár személyek esetében előfordulnak nőket jelölő alakok: él é mu tretera (sp. ella es muy mañosa) ’ő nagyon ügyes’.
- A határozott névelőt csak a spanyol hatására használják alkalmanként; a határozatlan névelő használata megegyezik a spanyoléval: él á sé salí k’un piegra (sp. él sale con una piedra) ’ő kimegy egy kővel’.
- A többes szám jele a ma szócska, amelyet a főnév elé tesznek: ma gende tan pegá mí (sp. la gente me va a pegar) ’az emberek el fognak verni engem’.
- Az ige nem ragozódik, az igeidőket és az aspektust módosítószók fejezik ki: a múlt idejű igealakot az á vezeti be: í á semblá un mata maí (sp. yo sembré una mata de maíz) ’én elvetettem egy kukoricacserjét’; a jelen időt a tá vagy sé szócskák valamelyike vezeti be: pueblo mí tá pelé lengua ané (sp. mi pueblo está perdiendo su lengua) ’a népem elveszíti a nyelvét’; a jövő időt pedig a tan jelöli. Az egyetlen utórag, amelyet az igeragozásban használnak, a -ba, amely a folyamatos múltat jelzi.
- A személyes névmások – a valószínűleg bantu eredetű enú és ané kivételével – a spanyolból származnak. Alanyi és tárgyas alakjuk van, a kettő azonban az egyes szám első és harmadik, illetve a többes szám harmadik személy kivételével megegyezik: í/mí (< sp. yo, me, mí) ’én/engem’; bo (< sp. vos) ’te/téged’; ele vagy él (< sp. él, port. ele) ’ő’ és ele/él vagy lo (< sp. lo) ’őt’; suto (< sp. nosotros) ’mi/minket’; enú vagy utere (< sp. ustedes) ’ti/titeket’; ané ’ők’ és ané vagy lo ’őket’.
- A birtokos névmások az egyes szám első és második személyek kivételével megegyeznek a személyes névmások alanyi alakjával: mí ’enyém’, sí ’tied’, ele ’övé’, suto ’mienk’, utere ’tietek’, ané ’övék’.

## A nyelv mai helyzete
A palenquero mindig is belső csoportnyelv volt, és kétnyelvűségben élt a spanyollal 1772 óta. Megfigyelhető azonban, hogy az új generációk már inkább a spanyolt használják, nemcsak a külföldiekkel, hanem egyre inkább az egymás közötti érintkezésben is. Ennek következtében a palenquerót az eltűnés veszélye fenyegeti.